# Overboard (pel·lícula de 2018)
Overboard és una pel·lícula estatunidenca dirigida per Rob Greenberg i estrenada el 2018. Protagonitzada per Eugenio Derbez, Anna Faris, Eva Longoria, John Hannah i Swoosie Kurtz.

## Argument
Un malcriat i ric amo d'un iot cau per la borda i perd la memòria, per la qual cosa es converteix en l'objectiu de la venjança de la seva empleada maltractada; una mare soltera. Remake de la comèdia de 1987 del mateix nom.

## Repartiment
- Eugenio Derbez: Leonardo
- Anna Faris: Kate
- Eva Longoria: Theresa
- John Hannah: Colin
- Swoosie Kurtz: Grace
- Mel Rodriguez: Bobby
- Josh Segarra: Jason
- Hannah Nordberg: Emily Sullivan
- Alyvia Alyn Lind: Olivia Sullivan
- Payton Lepinski: Molly Sullivan

Fotos dels actors
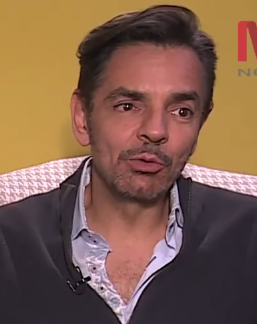
Eugenio Derbez
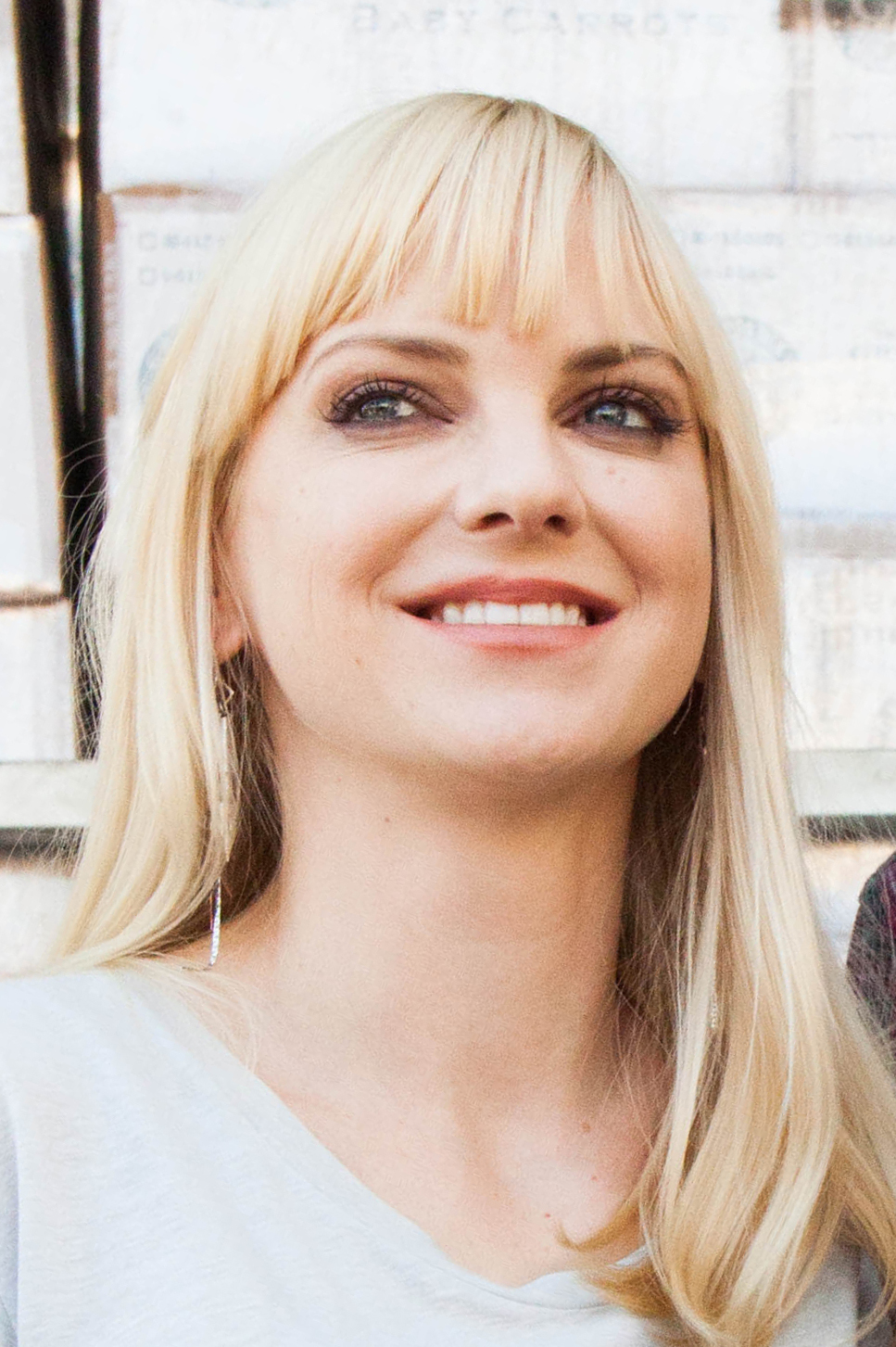
Anna Faris
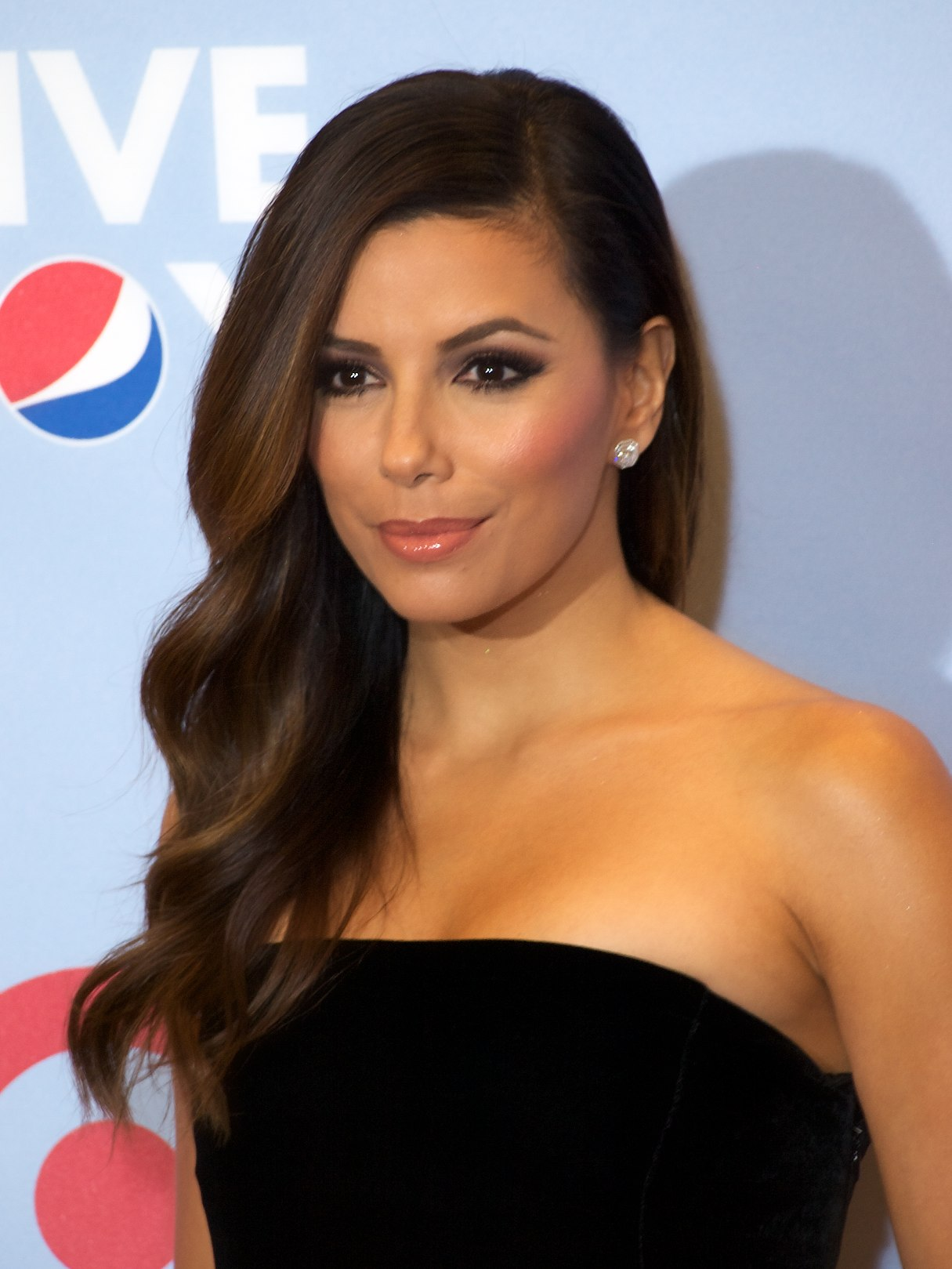
Eva Longoria
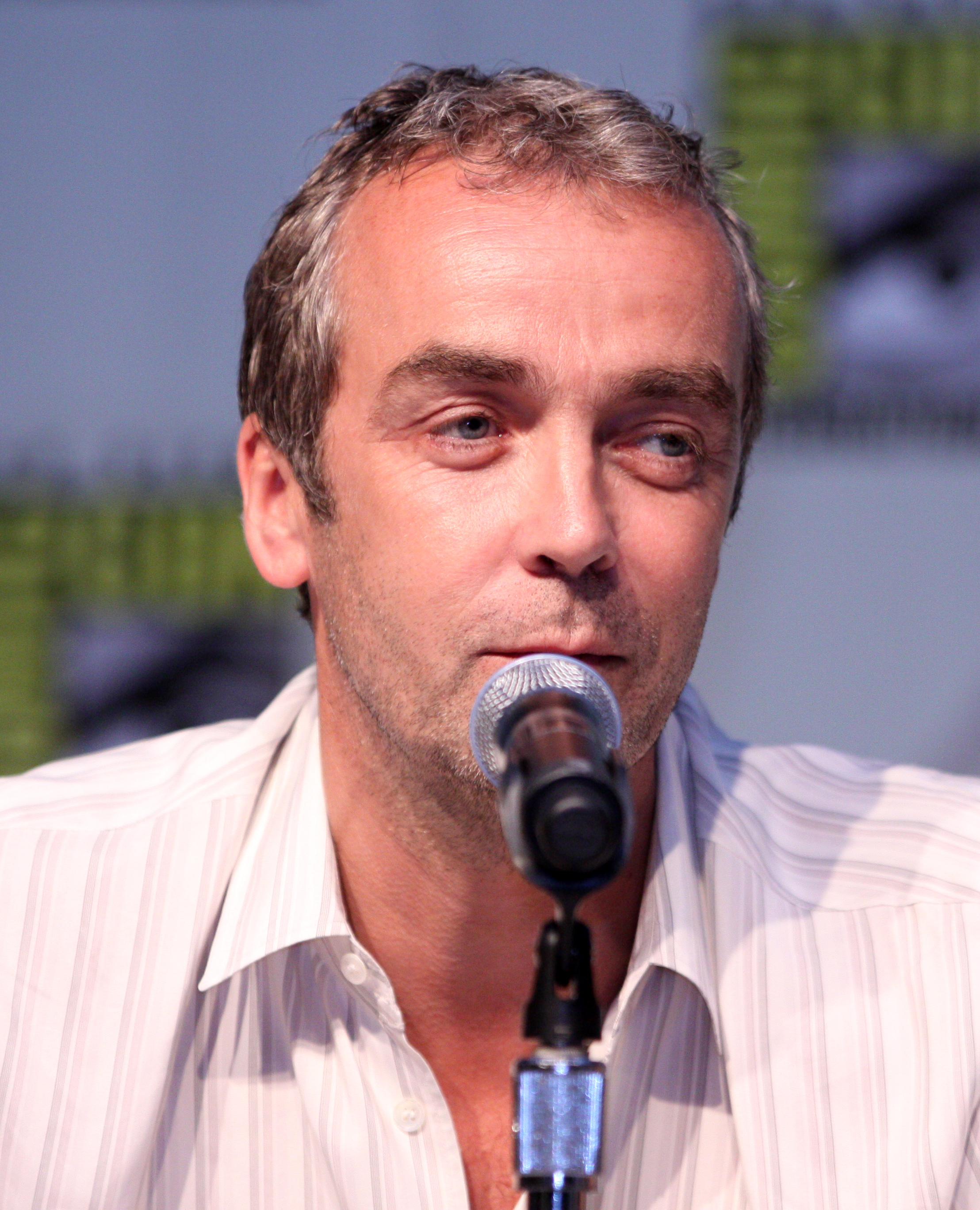
John Hannah
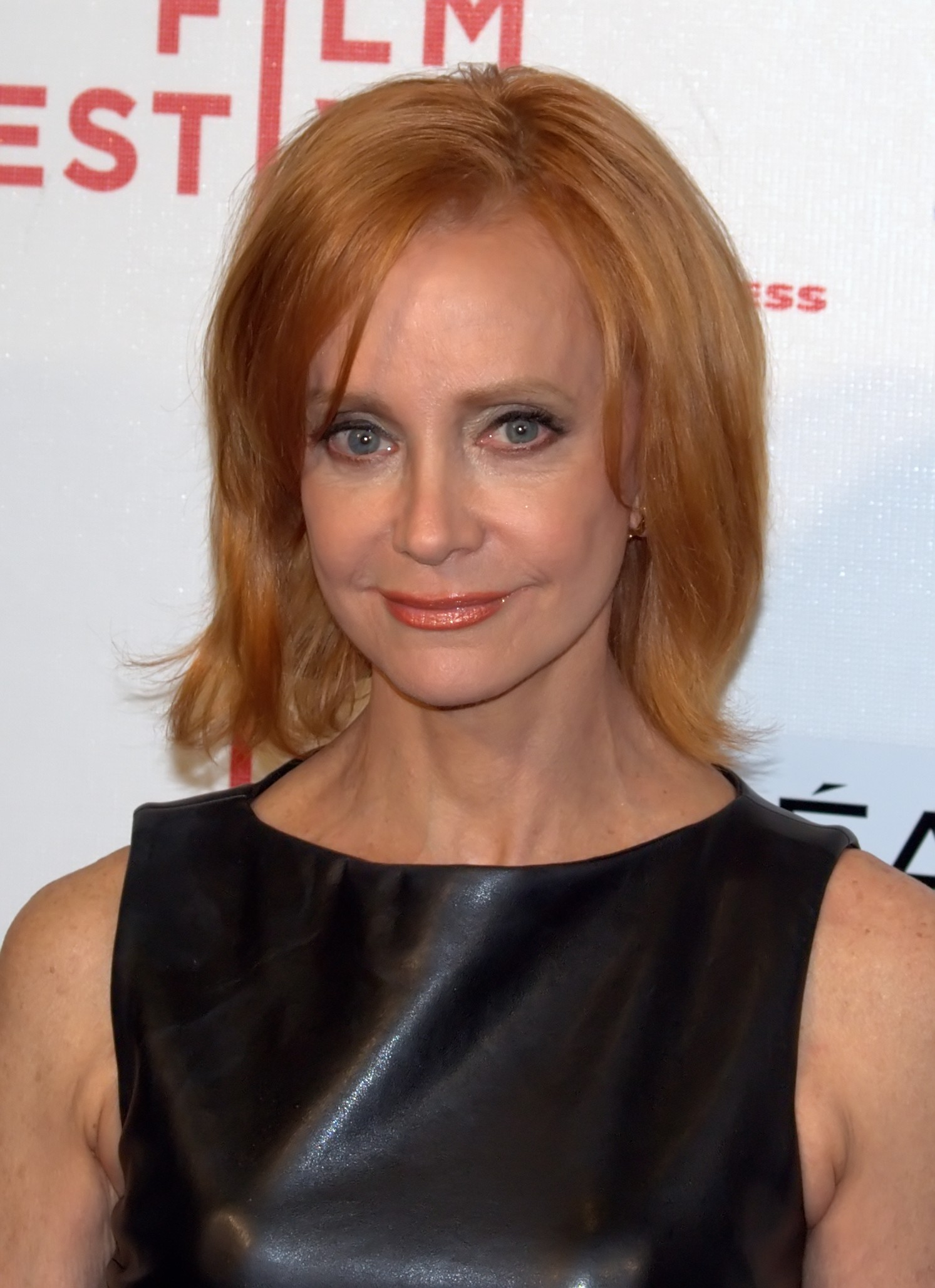
Swoosie Kurtz

## Producció

### Desenvolupament
El març de 2017 s'anuncià que Anna Faris i Eugenio Derbez serien les estrelles principals del remake del film Overboard, i que seria dirigit per Rob Greenberg i codirigit per Bob Fisher. El mateix mes, Eva Longoria s'uniria al càsting.

### Rodatge
El film es va començar a rodar a Vancouver (Canadà) el maig de 2017.

## Acollida

### Crítica
- "A més de calcar tots i cadascun dels acudits que van funcionar en l'original, Greenberg aprofita la posada al dia de l'argument per a presentar els personatges d'Anna Faris, Eugenio Derbez i el seu entorn d'una manera més natural i efectiva (...) Puntuació: ★★★ (sobre 5)"[6]

- "'Overboard' està feta amb la suficient força còmica i habilitat perquè el canvi de gèneres sigui un recurs intel·ligent (...) El tema de la família li dona una dimensió innovadora"[7]

- "El començament és tan insuls que gairebé oblides la pel·lícula abans que hagi acabat (...) La visió que té la pel·lícula d'aquesta família estranya però feliç és prou tendra"[8]
- "La comèdia romàntica anglosaxona... viu unes hores baixes preocupants... Tot acaba resultant massa ensucrat i maldestre[9]

### Premis i nominacions
Premis
- 2018: premis Imagen:
  - Millor Actriu de Llargmetratge per a Eva Longoria.
  - Millor Actor de Llargmetratge per a Eugenio Derbez.

Nominacions
- 2018: premis Imagen:
  - Millor Film.
  - Millor Actor de Llargmetratge per a Mel Rodriguez.
- 2018: 20a cerimònia dels premis Teen Choice: 
  - Millor Film Còmic.
  - Millor Actor a un film còmic per a Eugenio Derbez.
  - Millor Actriu a un film còmic per a Anna Faris.